# Nazi Overlord
Nazi Overlord è un film del 2018 diretto da Rob Pallatina.

## Trama
Un gruppo di soldati si scontrerà con orribili esperimenti creati dai nazisti, durante una missione di salvataggio nei giorni del D-Day.

## Distribuzione
Il film è stato distribuito in Italia direttamente nelle piattaforme streaming.